# 英格爾斯 (印第安納州)
英格爾斯（英語：Ingalls）是一個位於美國印地安納州麥迪遜縣的城鎮。

## 人口
根據2010年美國人口普查的數據，英格爾斯的面積為7.88平方千米，當中陸地面積為7.78平方千米，而水域面積為0.10平方千米。當地共有人口2394人，而人口密度為每平方千米304人。